# ديفيد موس (لاعب كرة قدم)
ديفيد موس (بالإنجليزية: David Moss)‏ هو لاعب كرة قدم بريطاني، ولد في 15 نوفمبر 1968. لعب مع سكونثورب يونايتد وسوانزي سيتي ونادي بارتيك ثيسل ونادي بوسطن يونايتد ونادي تشيسترفيلد ونادي دونكاستر روفرز ونادي فالكيرك.